# Driek van de Vondervoort
Hendricus Gerardus Maria (Driek) van de Vondervoort (Oerle, 16 oktober 1948) is een Nederlands politicus voor het CDA. Van april 2008 tot december 2015 was hij burgemeester van de gemeente Bergeijk. 
Eerder was Van de Vondervoort burgemeester van de Noord-Brabantse gemeente Boekel. Bij zijn officiële afscheid als burgemeester aldaar ontving hij de titel van eredeken van het gilde St-Agatha. Voordat hij burgemeester werd, was Van de Vondervoort wethouder van de gemeente Veldhoven.